# Louis Claude de Saint-Martin
Louis-Claude de Saint-Martin (Amboise, França 18 de janeiro de 1743 – 13 de Outubro de 1803) foi um filósofo e místico francês. Foi discípulo de Martinez de Pasqually e Jacob Boehme (de forma póstuma, através de seus escritos). Advogado, deixou de lado a jurisprudência e, ao lado de Jean-Baptiste Willermoz, lançou a base do martinismo. Influenciou diversos ocultistas franceses, especialmente Éliphas Lévi, Stanislas de Guaita e Papus.

## Vida
Nasceu de família nobre, porém pobre e sem muitas posses. A sua mãe faleceu pouco após o parto. Saint-Martin foi criado por seu pai e por sua madrasta, de quem sempre guardou profundo carinho. Antes de ingressar na faculdade, já tinha adquirido conhecimento com obras ocultistas e filosóficas, sendo muito influenciado por Blaise Pascal. Após cursar direito, estudou também destacados filósofos modernos, como Voltaire, Rousseau, Montesquieu.
Logo após se formar, desiste da jurisprudência e ingressa no exército francês, em um regimento baseado em Bordeaux, em 1765. Neste, através de um colega de farda, é apresentado a Martinez de Pasqually e à Ordem dos Élus Cohens do Universo. Em fins de 1768, Saint-Martin foi iniciado nos três primeiros graus simbólicos da referida Ordem pela espada de Balzac, avô de Honoré de Balzac, o famoso romancista francês das primeiras décadas do século XIX.
Também conhece Jean-Baptiste Willermoz, que viria a ser seu amigo por muitos anos. Juntos, após a morte de Martinez de Pasqually em 1774, na então colônia francesa de São Domingos, atual Haiti, iniciam de forma individual uma nova forma de misticismo cristão, sendo que Saint-Martin se influencia também pelos escritos de Jacob Boehme, de quem havia tomado conhecimento através de Rodolphe de Salzmann, em meados de 1788.
Escreveu diversos livros, sob o pseudônimo de Filósofo Desconhecido. Influenciou diversos nobres franceses e europeus, criando uma sociedade iniciática, conhecida como Sociedade dos Filósofos Desconhecidos. No início de 1800, a sua doutrina já alcançava diversos países europeus, como Alemanha, Rússia e na própria França.

## Obra literária
- Des Erreurs et de la Vérité, ou les Hommes Rappelés au Principe Universel de la Science. Edimbourg, 1775, 2 vol.
- Suite des Erreurs et de la Vérité. A Salomonopolis, Androphile, 1784.
- Tableau Naturel des Rapports qui Existent entre Dieu, l'Homme et l'Univers. Édimbourg. 1782.
- L'Homme de Désir. Lyon, 1790.
- Ecce Homo. Paris, Cercle Social, 1792.
- Le Nouvel Homme. Paris, Cercle Social, 1792.
- Letre à un Ami, ou Considérations Philosophiques et Religieuses sur la Révolution Française. Paris, Louvet, Palais, Égalité, 1796.
- Éclair sur l'Association Humaine. Paris, Marais, 1797.
- Le Crocodille ou la Guerre du Bien et du Mal, Arrivée sous le Règne de Louis XV. Paris, Cercle Social, 1798. [Ed. Port.: "O Crocodilo ". Sintra, Zefiro ed., 2016].
- Réflexiones d'un Observateur sur la Question Proposée por l'Institut: "Quelles sont les Institutions les plus Propres à Fonder la Morale d'un Peuple?" Paris, 1798.
- De l'Influence des Signes sur la Pensée (inserido inicialmente no Crocodile). Paris, 1799.
- L'Esprit des Choses ou Coup d'Doeil Philosophique sur la Nature des Étres et sur l'Objet de leur Existence. Paris, 1800, 2 vol.
- Le Ministère de l'Homme-Esprit. Paris, 1802.
- Oeuvres Posthumes de Saint-Martin. Tours, 1807, 2vol.
- Traité des Nombres. S/1, M. Léon, 1844.
- Correspondence de Saint-Martin avec Kircheberger, Baron de Liebisdorf, des annèes 1792 a 1799, S. n. t.